# Кубок Шпенглера 2015
Кубок Шпенглера 2015 — 89-й традиційний турнір Кубок Шпенглера, що пройшов у швейцарському місті Давос з 26 по 31 грудня 2015 року. 
Традиційно окрім господарів хокейного клубу «Давос» та збірної команди Канади в ньому братимуть участь: швейцарський клуб «Лугано», німецький клуб «Адлер Мангейм», фінський «Йокеріт» та російський «Автомобіліст» (Єкатеринбург).

## Арена
Традиційно усі матчі турніру проходять на Вайлент Арені.

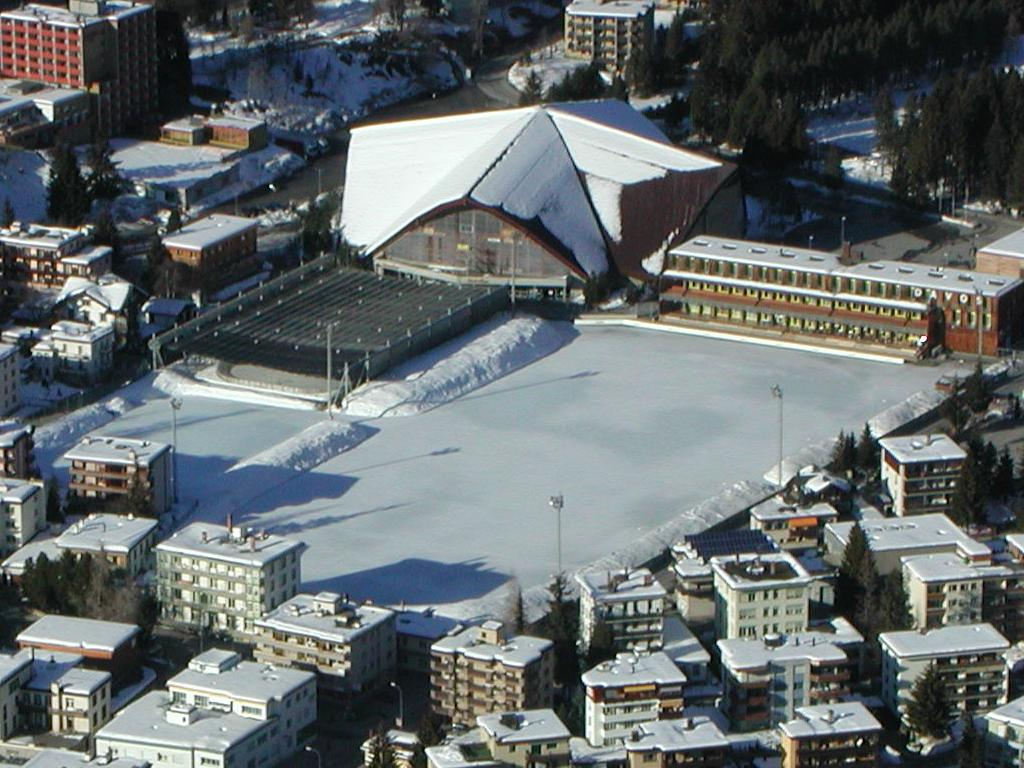
Вайлент Арена

## Регламент змагань
У кубку Шпенглера беруть участь шість хокейних колективів у двох групах.
У групах команди грають турнір за круговою системою: кожна з кожною. За перемогу в основний час нараховується три очки; команда, що програла, очок не отримує. Якщо ж основний час гри завершився нічиєю, командам зараховується по одному очку, а та з команд, що одержала перемогу в овертаймі або в серії післяматчевих штрафних кидків, отримує друге очко.
За регламентом змагань переможці груп виходять безпосередньо до півфіналу, а команди які зайняли 2-3 місця починають боротьбу з 1/4 фіналу.
Переможець фіналу отримує кубок Шпенглера.

## Попередній раунд

### Нарахування очок
- В (перемога в основний час) — 3 очка.
- ВО (перемога в овертаймі/булітах) — 2 очка.
- ПО (поразка в овертаймі/булітах) — 1 очко.
- П (поразка в основний час) — 0 очок.

### Група «Торріані»
| 26 грудня 2015 15:00 | «Лугано» | 6 : 3 (0:2, 3:1, 3:0) | «Адлер Мангейм» | Вайлент Арена, Давос Глядачів: 6300 |

| Протокол                                                                                             | Протокол                            | Протокол                                         | Протокол | Протокол                               |
| --- | ----------------------------------- | ------------------------------------------------ | -------- | -------------------------------------- |
| | Мерзлінкінс                         | Голкіпери                                        | Ендрас   | Арбітри: Мікко Кауккокарі Тобіас Верлі |
| Петтерссон - 32:04 Бруннер - 35:05 Петтерссон - 38:35 Класен - 44:59 Класен - 45:42 Бертаджа - 59:08 | 0:1 0:2 0:3 1:3 2:3 3:3 4:3 5:3 6:3 | 04:28 - Радеке 13:51 - Макмурчи 27:09 - Макмурчи |          | Арбітри: Мікко Кауккокарі Тобіас Верлі |
| 4 хв.                                                                                                | Вилучення                           | 4 хв.                                            |          | Арбітри: Мікко Кауккокарі Тобіас Верлі |
| 39                                                                                                   | Кидки                               | 23                                               |          | Арбітри: Мікко Кауккокарі Тобіас Верлі |

| 27 грудня 2015 15:00 | «Йокеріт» | 3 : 5 (2:2, 1:2, 0:1) | «Адлер Мангейм» | Вайлент Арена, Давос Глядачів: 6300 |

| Протокол                                      | Протокол                        | Протокол                                                                            | Протокол | Протокол                                   |
| --------------------------------------------- | ------------------------------- | ----------------------------------------------------------------------------------- | -------- | ------------------------------------------ |
|                                               | Хеленіус                        | Голкіпери                                                                           | Ендрас   | Арбітри: Мікко Кауккокарі Маркус Віннеборг |
| Регін - 11:46 Саллінен - 12:13 Хегмен - 24:52 | 1:0 2:0 2:1 2:2 2:3 3:3 3:4 3:5 | 14:10 - Метрополіт 18:07 - Карле 22:06 - Макмурчи 39:46 - Макмурчи 59:24 - Госпельт |          | Арбітри: Мікко Кауккокарі Маркус Віннеборг |
| 6 хв.                                         | Вилучення                       | 8 хв.                                                                               |          | Арбітри: Мікко Кауккокарі Маркус Віннеборг |
| 29                                            | Кидки                           | 31                                                                                  |          | Арбітри: Мікко Кауккокарі Маркус Віннеборг |

| 28 грудня 2015 15:00 | «Лугано» | 4 : 6 (0:1, 4:2, 0:3) | «Йокеріт» | Вайлент Арена, Давос Глядачів: 6300 |

| Протокол                                                                           | Протокол                                | Протокол                                                                                           | Протокол        | Протокол                                 |
| ---------------------------------------------------------------------------------- | --------------------------------------- | -------------------------------------------------------------------------------------------------- | --------------- | ---------------------------------------- |
|                                                                                    | Овуйа Мерзлінкінс                       | Голкіпери                                                                                          | Генрік Карлссон | Арбітри: Мікко Кауккокарі Даніель Штікер |
| Гленн - 21:00 Кінцле - 22:09 Бруннер (Гофманн) - 36:50 Класен (Петтерссон) - 37:29 | 0:1 1:1 2:1 2:2 2:3 3:3 4:3 4:4 4:5 4:6 | 17:15 - Козун 23:59 - Кеннеді 31:42 - Талая 40:27 - Ларсен 45:20 - Кулда 53:20 - Лаюнен (Йормакка) |                 | Арбітри: Мікко Кауккокарі Даніель Штікер |
| 6 хв.                                                                              | Вилучення                               | 6 хв.                                                                                              |                 | Арбітри: Мікко Кауккокарі Даніель Штікер |
| 25                                                                                 | Кидки                                   | 37                                                                                                 |                 | Арбітри: Мікко Кауккокарі Даніель Штікер |

| Команда         | В | ВО | ПО | П | ШЗ | ШП | Очк |
| --------------- | - | -- | -- | - | -- | -- | --- |
| «Лугано»        | 1 | 0  | 0  | 1 | 10 | 9  | 3   |
| «Йокеріт»       | 1 | 0  | 0  | 1 | 9  | 9  | 3   |
| «Адлер Мангейм» | 1 | 0  | 0  | 1 | 8  | 9  | 3   |

### Група «Каттіні»
| 26 грудня 2015 20:15 | «Автомобіліст» (Єкатеринбург) | 1 : 2 (0:1, 1:1, 0:0) | Канада | Вайлент Арена, Давос Глядачів: 6300 |

| Протокол         | Протокол        | Протокол                     | Протокол      | Протокол                                 |
| ---------------- | --------------- | ---------------------------- | ------------- | ---------------------------------------- |
|                  | Ігор Устинський | Голкіпери                    | Дрю Макінтайр | Арбітри: Даніель Штікер Маркус Віннеборг |
| Торченюк — 28:57 | 0:1 1:1 1:2     | 19:59 — Г'юз 33:13 — Конагер |               | Арбітри: Даніель Штікер Маркус Віннеборг |
| 14 хв.           | Вилучення       | 4 хв.                        |               | Арбітри: Даніель Штікер Маркус Віннеборг |
| 23               | Кидки           | 27                           |               | Арбітри: Даніель Штікер Маркус Віннеборг |

| 27 грудня 2015 20:15 | «Давос» | 1 : 5 (0:1, 1:3, 0:1) | «Автомобіліст» (Єкатеринбург) | Вайлент Арена, Давос Глядачів: 6300 |

| Протокол         | Протокол                | Протокол | Протокол    | Протокол                            |
| ---------------- | ----------------------- | --- | ----------- | ----------------------------------- |
|                  | Леонардо Дженоні        | Голкіпери | Якуб Коварж | Арбітри: Грег Кіммерлі Тобіас Верлі |
| Сетогучі — 30:33 | 0:1 0:2 1:2 1:3 1:4 1:5 | 19:13 — Міхнов (Коукал, Ело) 29:02 — Голишев (Коукал, Міхнов) 33:46 — Ємелін (Голишев) 38:16 — Алексєєв (Тімашов) 51:31 — Міхнов |             | Арбітри: Грег Кіммерлі Тобіас Верлі |
| 6 хв.            | Вилучення               | 6 хв. |             | Арбітри: Грег Кіммерлі Тобіас Верлі |
| 24               | Кидки                   | 31 |             | Арбітри: Грег Кіммерлі Тобіас Верлі |

| 28 грудня 2015 20:15 | Канада | 2 : 0 (0:0, 2:0, 0:0) | «Давос» | Вайлент Арена, Давос Глядачів: 6300 |

| Протокол                                                     | Протокол    | Протокол  | Протокол         | Протокол                                |
| ------------------------------------------------------------ | ----------- | --------- | ---------------- | --------------------------------------- |
|                                                              | Джефф Гласс | Голкіпери | Леонардо Дженоні | Арбітри: Грег Кіммерлі Маркус Віннеборг |
| Жіру (Ломбарді, Кундарі) — 25:35 ДіДоменіко (Пайєтт) — 31:27 | 1:0 2:0     |           |                  | Арбітри: Грег Кіммерлі Маркус Віннеборг |
| 6 хв.                                                        | Вилучення   | 4 хв.     |                  | Арбітри: Грег Кіммерлі Маркус Віннеборг |
| 42                                                           | Кидки       | 21        |                  | Арбітри: Грег Кіммерлі Маркус Віннеборг |

| Команда                       | В | ВО | ПО | П | ШЗ | ШП | Очк |
| ----------------------------- | - | -- | -- | - | -- | -- | --- |
| Канада                        | 2 | 0  | 0  | 0 | 4  | 1  | 6   |
| «Автомобіліст» (Єкатеринбург) | 1 | 0  | 0  | 1 | 6  | 3  | 3   |
| «Давос»                       | 0 | 0  | 0  | 2 | 1  | 7  | 0   |

## Фінальний раунд

### 1/4 фіналу
| 29 грудня 2015 15:00 | «Йокеріт» | 4 : 5 ОТ (1:1, 3:1, 0:2, 0:1) | «Давос» | Вайлент Арена, Давос Глядачів: 6300 |

| Протокол                                                                                         | Протокол                            | Протокол | Протокол | Протокол                                |
| ------------------------------------------------------------------------------------------------ | ----------------------------------- | --- | -------- | --------------------------------------- |
|                                                                                                  | Хеленіус                            | Голкіпери | Сенн     | Арбітри: Мікко Кауккокарі Грег Кіммерлі |
| Тод — 12:13 Аалтонен (Йоенсуу) — 31:33 Талая (Охтамаа) — 36:17 Регін (Аалтонен, Йоенсуу) — 38:50 | 0:1 1:1 1:2 2:2 3:2 4:2 4:3 4:4 4:5 | 02:20 — Портманн 30:23 — Койстінен 50:46 — Йорг 55:54 — Вальзер (Візер, Амбюль) 63:40 — Скіароні (Амбюль, Йорг) |          | Арбітри: Мікко Кауккокарі Грег Кіммерлі |
| 20 хв.                                                                                           | Вилучення                           | 20 хв. |          | Арбітри: Мікко Кауккокарі Грег Кіммерлі |
| 33                                                                                               | Кидки                               | 28 |          | Арбітри: Мікко Кауккокарі Грег Кіммерлі |

| 29 грудня 2015 20:15 | «Автомобіліст» (Єкатеринбург) | 3 : 1 (3:0, 0:0, 0:1) | «Адлер Мангейм» | Вайлент Арена, Давос Глядачів: 6300 |

| Протокол                                                                                   | Протокол        | Протокол                        | Протокол      | Протокол                             |
| ------------------------------------------------------------------------------------------ | --------------- | ------------------------------- | ------------- | ------------------------------------ |
|                                                                                            | Ігор Устинський | Голкіпери                       | Денніс Ендрас | Арбітри: Даніель Штікер Тобіас Верлі |
| Ківісте (Роман) — 07:25 Торченюк (Роман, Трямкин) — 10:43 С. Ємелін (Ківісте, Ело) — 16:44 | 1:0 2:0 3:0 3:1 | 50:32 — Радеке (Р.Арендт, Карл) |               | Арбітри: Даніель Штікер Тобіас Верлі |
| 4 хв.                                                                                      | Вилучення       | 10 хв.                          |               | Арбітри: Даніель Штікер Тобіас Верлі |
| 28                                                                                         | Кидки           | 25                              |               | Арбітри: Даніель Штікер Тобіас Верлі |

### 1/2 фіналу
| 30 грудня 2015 15:00 | Канада | 6 : 5 (1:3, 3:1, 2:1) | «Давос» | Вайлент Арена, Давос Глядачів: 6300 |

| Протокол | Протокол                                    | Протокол | Протокол         | Протокол                              |
| --- | ------------------------------------------- | --- | ---------------- | ------------------------------------- |
| | Джефф Гласс                                 | Голкіпери | Леонардо Дженоні | Арбітри: Грег Кіммерлі Даніель Штікер |
| Пайєтт (Шеппард, Бержерон) — 09:25 ДіДоменіко (Пайєтт, Шеппард) — 27:05 Еллісон (Конагер, Еллербі) — 29:33 Еллісон (Конагер, Еллербі) — 38:37 Жіру (Д'Агостіні, Ломбарді) — 55:26 Конагер (Еллісон, Рой) — 56:31 | 0:1 0:2 1:2 1:3 1:4 2:4 3:4 4:4 4:5 5:5 6:5 | 06:16 — Скіароні 06:39 — Райзер 18:52 — Пікар (Мосс, Сетогучі) 26:43 — Дю Бойс (Вальзер, Койстінен) 47:33 — Ліндгрен (Візер) |                  | Арбітри: Грег Кіммерлі Даніель Штікер |
| 6 хв. | Вилучення                                   | 14 хв. |                  | Арбітри: Грег Кіммерлі Даніель Штікер |
| 45 | Кидки                                       | 28 |                  | Арбітри: Грег Кіммерлі Даніель Штікер |

| 30 грудня 2015 20:15 | «Лугано» | 3 : 0 (1:0, 1:0, 1:0) | «Автомобіліст» (Єкатеринбург) | Вайлент Арена, Давос Глядачів: 6300 |

| Протокол                                                                              | Протокол         | Протокол  | Протокол    | Протокол                               |
| ------------------------------------------------------------------------------------- | ---------------- | --------- | ----------- | -------------------------------------- |
|                                                                                       | Елвіс Мерзлікінс | Голкіпери | Якуб Коварж | Арбітри: Маркус Віннеборг Тобіас Верлі |
| Стейплтон (Фуррер) — 15:11 Класен (Петтерссон) — 24:12 Бруннер (Вокер, Спанг) — 56:12 | 1:0 2:0 3:0      |           |             | Арбітри: Маркус Віннеборг Тобіас Верлі |
| 6 хв.                                                                                 | Вилучення        | 4 хв.     |             | Арбітри: Маркус Віннеборг Тобіас Верлі |
| 28                                                                                    | Кидки            | 30        |             | Арбітри: Маркус Віннеборг Тобіас Верлі |

### Фінал
| 31 грудня 2015 12:00 | Канада | 4 : 3 (1:1, 2:1, 1:1) | «Лугано» | Вайлент Арена, Давос Глядачів: 6300 |

| Протокол | Протокол                    | Протокол | Протокол         | Протокол                                |
| --- | --------------------------- | --- | ---------------- | --------------------------------------- |
| | Джефф Гласс                 | Голкіпери | Елвіс Мерзлікінс | Арбітри: Грег Кіммерлі Маркус Віннеборг |
| Еллербі (Ді Доменіко) — 15:59 Рой (Конагер) — 23:27 Пайєтт (Ді Доменіко) — 25:00 Д'Агостіні (Ломбарді, Джонсон) — 48:43 | 0:1 1:1 2:1 3:1 3:2 3:3 4:3 | 08:49 — Гофманн (Бертаджа, І. Фільппула) 32:50 — К'єса (Бруннер, Класен) 45:08 — Гофманн (Бертаджа, І. Фільппула) |                  | Арбітри: Грег Кіммерлі Маркус Віннеборг |
| 12 хв. | Вилучення                   | 6 хв. |                  | Арбітри: Грег Кіммерлі Маркус Віннеборг |
| 44 | Кидки                       | 34 |                  | Арбітри: Грег Кіммерлі Маркус Віннеборг |

## Команда усіх зірок
| Позиція              | Гравець         | Країна    | Команда                       |
| -------------------- | --------------- | --------- | ----------------------------- |
| Воротар              | Ігор Устинський | Росія     | «Автомобіліст» (Єкатеринбург) |
| Правий захисник      | Філіпп Фуррер   | Швейцарія | «Лугано»                      |
| Лівий захисник       | Артурс Кулда    | Латвія    | «Йокеріт»                     |
| Правий нападник      | Лінус Класен    | Швеція    | «Лугано»                      |
| Центральний нападник | Корі Конагер    | Канада    | Канада                        |
| Лівий нападник       | Раян Макмурчи   | Канада    | «Адлер Мангейм»               |

## Найкращі бомбардири
| Гравець            | Команда         | І | Г | П | О |
| ------------------ | --------------- | - | - | - | - |
| Лінус Класен       | «Лугано»        | 4 | 4 | 3 | 7 |
| Фредрік Петтерссон | «Лугано»        | 4 | 2 | 4 | 6 |
| Корі Конагер       | Канада          | 4 | 2 | 3 | 5 |
| Раян Макмурчи      | «Адлер Мангейм» | 2 | 4 | 0 | 4 |
| Дам'єн Бруннер     | «Лугано»        | 4 | 3 | 1 | 4 |
| Кріс Ді Доменіко   | Канада          | 4 | 2 | 2 | 4 |
| Том Пайєтт         | Канада          | 4 | 2 | 2 | 4 |